# Anna Maria de Neuf
Anna Maria de Neuf, född 1654, död 1714, var en nederländsk tryckare, redaktör och förläggare. Hon var direktör för det berömda tryckeriet och förlaget Plantin i Antwerpen mellan 1696 och 1714. 
Hon var gift med Balthasar III Moretus och mor till Balthasar IV Moretus och Joannes Jacobus Moretus. Hon tog över tryckeriet vid sin makes död. Hon beskrivs som en mycket auktoritativ person och överlät inte firman till sin son då han blev myndig, även om hon från 1707 lät honom börja arbeta i den. Tryckeriet var mycket framgångsrikt under hennes tid. 